# 어머님 전상서
"어머님 전상서"는 1971년 공개된 대한민국의 영화이다.

## 배역
- 남진
- 문희